# 鄭弘道
鄭弘道（？年—1610年），字克修，號澹中，浙江蘭谿縣（今浙江兰溪市）人。明朝政治人物，萬曆甲辰進士。

## 生平
萬曆十六年（1588年）戊子科舉人，三十二年（1604年）甲辰科進士。授徽州府推官。曾摄府事，造紫阳桥，人称“郑公桥”。又摄休、歙二县事，修葺学宫，資助贫士。调廣東南雄府推官，未任卒，宦橐萧然。